# Торе ди Санта Мария
То̀ре ди Санта Марѝя (на италиански: Torre di Santa Maria, на западноломбардски: la Tùr, ла Тур) е село и община в Северна Италия, провинция Сондрио, регион Ломбардия. Разположено е на 795 m надморска височина. Населението на общината е 839 души (към 2010 г.).